# Weezer (The Green Album)
Weezer, ofta kallat The Green Album efter färgen på skivomslaget och för att inte blanda ihop det med det tidigare albumet Weezer, är rockgruppen Weezers tredje album. Det släpptes 2001 på skivbolaget Geffen Records och är producerat av Ric Ocasek. Första singeln var "Hash Pipe" som följdes upp av "Island in the Sun".

## Låtlista
Samtliga låtar skrivna av Rivers Cuomo.
1. "Don't Let Go" - 2:59
2. "Photograph" - 2:19
3. "Hash Pipe" - 3:06
4. "Island in the Sun" - 3:20
5. "Crab" - 2:34
6. "Knock-Down Drag-Out" - 2:08
7. "Smile" - 2:38
8. "Simple Pages" - 2:56
9. "Glorious Day" - 2:40
10. "O Girlfriend" - 3:49